# Kalle Lohi
Kalle Aukusti Lohi (Pudasjärvi, 23 de novembro de 1872 – Ranua, 11 de junho de 1948) foi um fazendeiro e político finlandês. Era considerado um político habilidoso e um talentoso orador, embora não tenha tido muito acesso à educação. Foi também um dos principais políticos da Liga Agrária nas décadas e 1920 e 1930 e teve um importante papel na ascensão do partido.
Em sua carreira, integrou o Parlamento da Finlândia por quase quatro décadas, um dos congressistas mais longevos, e serviu como ministro dos Assuntos Sociais nos dois governos de Juho Sunila e em um dos governos de Kyösti Kallio.